# Nga
Nga är ett distrikt i Laos.   Det ligger i provinsen Udomxai, i den nordvästra delen av landet, 250 km norr om huvudstaden Vientiane.